# San Antonio (miasto w Kostaryce)
San Antonio – miasto w Kostaryce; w prowincji Alajuela; 22 200 mieszkańców (2006). Przemysł spożywczy, chemiczny.